# Pablo Lemoine
Pour les articles homonymes, voir Lemoine.

a Compétitions nationales et continentales officielles uniquement.

b Matchs officiels uniquement.
Pablo Adrian Lemoine, né le 1er mars 1975 à Montevideo (Uruguay), est un ancien joueur international uruguayen de rugby à XV qui jouait au poste de pilier. Il est depuis 2018 le sélectionneur de l'équipe du Chili.

## Carrière

### En équipe nationale
Il obtient sa première cape internationale le 2 septembre 1995 à l'occasion d'un match contre l'équipe d'Espagne à Montevideo, et sa dernière le 27 novembre 2010 contre l'équipe de Roumanie à Bucarest.

### Avec les Barbarians
En juin 2005, il est invité avec les Barbarians français pour défier la Western Province à Stellenbosch en Afrique du Sud. Les Baa-Baas s'inclinent 22 à 20.

## Statistiques en équipe nationale
- 48 sélections (41 fois titulaire, 7 fois remplaçant)
- 20 points (4 essais)
- Sélections par année : 2 en 1995, 4 en 1996, 3 en 1997, 4 en 1998, 8 en 1999, 1 en 2001, 6 en 2002, 8 en 2003, 1 en 2004, 3 en 2007, 3 en 2008, 5 en 2010

En Coupe du monde :
- 1999 : 3 sélections (Espagne, Écosse, Afrique du Sud)
- 2003 : 4 sélections (Afrique du Sud, Samoa, Géorgie, Angleterre)

## Palmarès

### En club
Avec le Stade Français
- Coupe d'Europe :
  - Finaliste (2) : 2001 et 2005 avec le Stade français

- Top 16/Top 14 :
  - Vainqueur (3) : 2000, 2003 et 2004 avec le Stade français
  - Finaliste (1) : 2005

Avec Bristol
- RFU Championship : 
  - Vainqueur (1) : 1999 avec Bristol Rugby

Avec Valence d’Agen
- Challenge de l'Espérance :
  - Vainqueur (1) : 2010 avec l'Avenir valencien

### En équipe nationale
- South American Rugby Championship :
  - Vice-champion (3) : 1995, 1997 et 2008